# Jane Eyre (miniserie televisiva 1957)
Jane Eyre è uno sceneggiato televisivo Rai del 1957, tratto dal romanzo omonimo del 1847 di Charlotte Brontë. Venne trasmesso in cinque puntate sull'allora programma nazionale, dal 9 marzo al 6 aprile 1957.
L'adattamento televisivo del testo è di Franca Cancogni mentre la sceneggiatura vera e propria è firmata da Anton Giulio Majano che ha curato anche la regia dell'opera.
Jane Eyre è stato uno dei primi sceneggiati trasmessi dalla Rai, all'epoca in attività da circa tre anni, preceduto da Cime tempestose e seguito da Il romanzo di un giovane povero.

## Soggetto
Lo sceneggiato ricalca le pagine del romanzo da cui è tratto e narra le vicende della romantica eroina inventata da Brontë, "l'orfana sfortunata e innamorata del malinconico e sardonico signor Rochester (Vallone)". A differenza del testo letterario, tuttavia, la fiction privilegia, rispetto ai "toni chiaroscurali", l'enfatizzazione del lato puramente sentimentale della vicenda, costringendo la protagonista nell'angusto ambito di "mansueta e affascinante fanciulla" e riducendo, fra scene madri ricche di lacrime, "l'ironia femminista del personaggio in una figura melodrammatica".

## Cast
Il cast comprendeva, oltre agli interpreti principali Ilaria Occhini (nel ruolo della protagonista Jane Eyre), Lydia Alfonsi, Wanda Capodaglio e Raf Vallone:
- Margherita Bagni: signora Fairfax
- Ubaldo Lay: Mason
- Maresa Gallo: Helen
- Carlo D'Angelo: dottor Lloyd
- Matteo Spinola: Jack Lloyd
- Luigi Pavese: dottor Carter
- Antonio Battistella: signor Brocklehrst
- Laura Carli: Bessie
- Ileana Ghione: Miss Temple
- Wandisa Guida: Eliza
- Luisa Rivelli: Georgiana
- Zoe Incrocci: Leah
- Giovanni Cimara: colonnello Dent
- Nietta Zocchi: Lady Eshton
- Edda Soligo: Mary
- Patrizia Remiddi: Adele
- Rossana Montesi: Sophie
- Carola Zoppegni: Lady Ingram
- Alfredo Bianchini: Henry Lynn
- Gustavo Conforti
- Gisella Monaldi: zingara
- Armando Furlai: un postiglione
- Maria Zanoli: Grace Pool
- Bruno Smith: Thomas